# 泰格費爾登

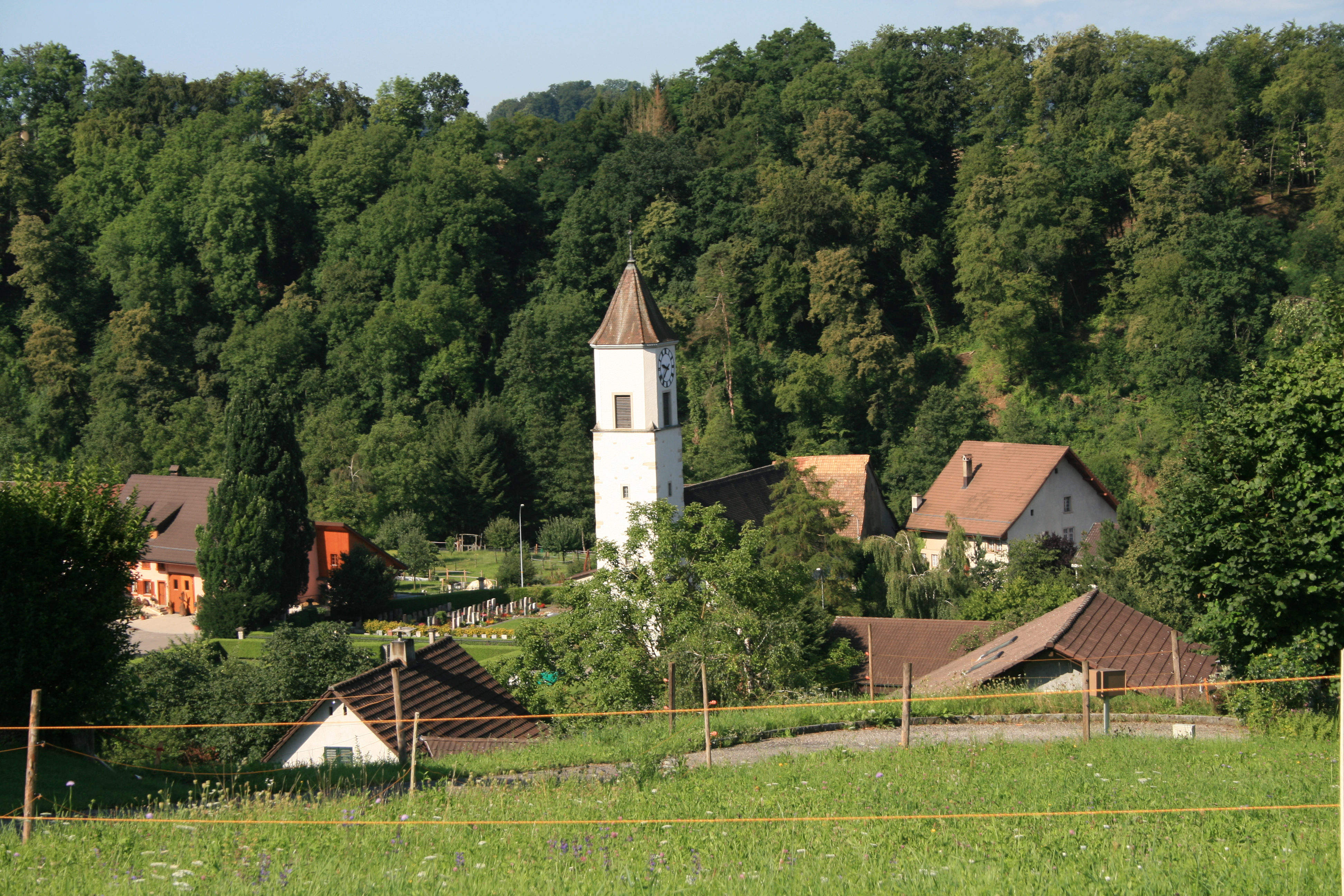

泰格費爾登是瑞士的城鎮，位於該國北部，由阿爾高州負責管轄，面積7.11平方公里，海拔高度364米，2012年人口1,070，五成半人口信奉羅馬天主教，人口密度每平方公里150人。